# رئيس وزراء كندا
رئيس وزراء كندا (بالإنجليزية: Prime Minister of Canada، بالفرنسية: Premier ministre du Canada) هو رئيس الحكومة، ورئيس مجلس الوزراء، والوزير الرئيسي للتاج. يُلقب رؤساء وزراء كندا بلقب معالي الشريف (بالإنجليزية: The Right Honourable، بالفرنسية: Le très honorable)، وهو امتياز يبقى مدى الحياة. مارك كارني هو رئيس وزراء كندا الرابع والعشرون. شغل المنصب في 14 مارس 2025، بعد شهور من استقالة جاستن ترودو.
يدعم مكتب رئيس الوزراء رئيس الوزراء. ويختار رئيس الوزراء أيضًأ الوزراء الذين يشكلون مجلس الوزراء. تدير المجموعتان، فضلًا عن سلطة البرلمان الكندي، الحكومة الكندية. ويعين مجلس الوزراء ورئيس الوزراء أعضاء مجلس الشيوخ الكندي، وقضاة المحكمة العليا في كندا ومحاكم فيدرالية أخرى، ورؤساء ومجالس، وفقًا لما يقتضيه القانون، مختلف الشركات الخاصة بالتاج. فضلًا عن اختيارهما الحاكم العام لكندا. وبموجب الدستور الكندي، فإن السلطة المطلوبة لممارسة هذه النشاطات مُنوطة في الواقع لملكة كندا، ولكن من الناحية العملية فإن الملكة (رأس الدولة) أو ممثلها، الحاكم العام لكندا، توافق على هذه النشاطات موافقة روتينية، ويُعد دورهما شعائريًا بشكل عام، ولا يحق لهما ممارسة سلطاتهما إلا بمشورةٍ من رئيس الوزراء.
على الرغم من عدم وروده في أي وثيقةٍ دستورية، لكن المنصب موجود بموجب عرفٍ راسخٍ منذ زمن طويل (ينبع من القوة الاستعمارية التي استعمرت كندا سابقًا، ألا وهي المملكة المتحدة) ينص على أن ممثل الملكة، الحاكم العام، لابد أن يختار الشخص المناسب لمنصب رئيس الوزراء الذي  يحظى على الأرجح بثقة مجلس العموم المُنتخب؛ يكون هذا الشخص في العادة زعيم الحزب السياسي الذي يتمتع بأكبر عدد مقاعد في ذلك المجلس.

## أصل المنصب
لم يرد منصب رئيس الوزراء في أي وثيقة دستورية كندية ولا يُشار إليه إلا بشكلٍ عابر في القانون الدستوري، 1982، وفي براءة التمليك، 1947 التي أصدرها الملك جورج السادس. فالمنصب ومهامه محكومان بالأعراف الدستورية ومُصممان على غرار المنصب نفسه في المملكة المتحدة.

## المؤهلات وآلية الاختيار
يعين الحاكم العام نيابةُ عن الملكة رئيس الوزراء، والوزراء الآخرين في مجلس الوزراء. ولكن بموجب أعراف الحكومة المسؤولة، المُصممة من أجل الحفاظ على الاستقرار الإداري، سيُطلب تشكيل الحكومة من الشخص الذي سيحظى على الأرجح بدعم، أو ثقة، غالبية أعضاء مجلس العموم المُنتخبون مباشرةً؛ وعلى وجه الخصوص، يكون في العادة زعيم حزب يشكل أعضائه غالبية، أو أكثرية كبيرة جدًا، أعضاء البرلمان (إم بّي إس).
على الرغم من عدم وجود مطلب رسمي يستدعي إلى أن يكون رؤساء الوزراء نفسهم أعضاء برلمان، فمن المتوقع أن يفوز رئيس الوزراء بمقعدٍ على الفور لأسبابٍ سياسيةٍ وعملية. ومع ذلك، عُين الأفراد الذين لم يكونوا أعضاءً في مجلس العموم في منصب رئيس الوزراء في بعض الحالات النادرة. ففي تسعينيات القرن التاسع عشر، شغل شخصان - السير جون جوزيف كالدويل أبوت والسير ماكينزي بأول -  منصب رئيس الوزراء أثناء عضويتهما في مجلس الشيوخ. إذ خلف الاثنان، في دورهما كزعماء الحكومة في مجلس الشيوخ، رئيسي الوزراء اللذين ماتا أثناء فترة شغلهما المنصب -إذ توفي جون ماكدونالد في عام 1891 وجون سبارو ديفيد تومسون في عام 1894. تطور هذا العرف منذ ذلك الوقت حتى أصبح ينص على تعيين زعيمٍ مؤقت من مجلس العموم في مثل هذه السيناريوهات.
منذ ذلك الحين، يُتوقع  من رؤساء الوزراء الذين ليسوا أعضاءً في البرلمان عند تعيينهم (أو الذين فقدوا مقاعدهم أثناء شغلهم المنصب) السعي إلى الترشح في مجلس العموم في أقرب وقتٍ ممكن. فعلى سبيل المثال، بعد أن خسر ويليام ليون ماكينزي كينج مقعده في الانتخابات الفيدرالية لعام 1925 (التي فاز فيها حزبه)، «حكم من الرواق» لفترةٍ وجيزة قبل الفوز بانتخاباتٍ فرعية بعد عدة أسابيع. وعلى نفس الشاكلة، حل جون تورنر محل بيير ترودو بصفته زعيم الحزب الليبرالي في عام 1984 ومن ثم عُين رئيسًا للوزراء على الرغم من عدم امتلاكه مقعدًا في مجلس العموم؛ إذ فاز تورنر بأصوات دائرةٍ انتخابية في الانتخابات التالية إلا أن السلطة سُحبت من يدي الحزب الليبرالي. كان تورنر آخر رئيس وزراء لم يحتل مقعدًا في مجلس العموم في فترة توليه منصب رئيس الوزراء.
إذا ما فقد رئيس وزراء حالي مقعده أو مقعدها في المجلس التشريعي اليوم، أو إذا ما عُين رئيس وزراء جديد من دون امتلاكه مقعد، فإن العملية النموذجية التي تتلو ذلك هي استقالة نائب صغير من الحزب الحاكم حتى يتمكن رئيس الوزراء من خوض الانتخابات الفرعية الناتجة عن ذلك. عادةُ ما يتم اختيار مقعدًا آمنًا؛ فعلى الرغم من اتباع حزبي المحافظين والفيدرالي عرفًا ينص على عدم خوض مرشح ضد قائد حزب آخر جديد في الانتخابات الفرعية، فإن الحزب الديمقراطي الجديد وأحزاب سياسية أصغر عادةً ما يرفضون العرف نفسه. ومع ذلك، إذا اختار الحزب الحاكم قائدًا جديدًا قبل أن يحين موعد الانتخابات بفترةٍ وجيزة، ولم يكن القائد الجديد عضوًا في المجلس التشريعي، فعليه/عليها في العادة انتظار انعقاد الانتخابات القادمة قبل الترشيح لمقعد في البرلمان.
في استطلاع رايٍ أجرته شركة إبسوس ريد بعد أول تأجيلٍ للبرلمان الأربعين في 4 ديسمبر، 2008، تبين أن 51% من العينة يعتقدون رئيس الوزراء قد انتُخب من قبل الكنديين مباشرةً.

## مدة المنصب
يمارس رئيس الوزراء مهامه وفقًا لمشيئة صاحبة الجلالة، بمعنى أن المنصب غير محدد بفترةٍ معينة، وأنه بمجرد أدائه اليمين وتعيينه من قبل الحاكم العام، يبقى رئيس الوزراء في المنصب حتى يستقيل، أو يُقال، أو يموت. ومن الناحية العملية، وبموجب نظام الحكومة المسؤولة، فإن رئيس الوزراء يقدم استقالته في حال فقدانه ثقة مجلس العموم المُنتخب. يمكن أن يحدث هذا إذا ما فقدت الحكومة تصويتًا مهمًا، كالتصويت على الميزانية (خسارة الاعتمادات المالية)، أو على نحوٍ أوضح إذا تمت الموافقة على اقتراح حجب الثقة. يُعد فقدان الثقة نادرًا في حال كانت الحكومة تتمتع بالأغلبية أو باتفاق تحالف رسمي بين الأحزاب الموجودة. عادةً ما تبقى الحكومات ذات الأغلبية لأربع سنوات (على اعتبار أن الانتخابات تُعقد كل أربع سنوات). إلا أن الحكومات ذات الأقلية تكون أكثر عرضةً لفقدانِ ثقة مجلس العموم وتستمر على العموم مدةٍ أقصر.
على الرغم من أن عمر البرلمان يقتصر دستوريًا على خمس سنوات، فإن تعديلًا، أجرِي عام 2007، على قانون الانتخابات الكندية، المادة 56.1 (2)، حدد مدة حكومة الأغلبية بأربع سنوات، وحُدد يوم الانتخابات ليكون ثالث يوم اثنين من أكتوبر السنة التقويمية الرابعة بعد تاريخ الاقتراع السابق. لا يزال الحاكم العام يتمنع، بمشورة من رئيس الوزراء، بحق حل البرلمان وإصدار أمرٍ بتنظيم عمليةٍ انتخابية قبل الموعد المنصوص عليه في الدستور أو قانون الانتخابات الكندية؛ كانت قضية كينغ بينغ المرة الوحيدة منذ الاتحاد الكونفدرالي التي رأى فيها الحاكم العام ضرورة في رفض طلب رئيس وزرائه في إجراء تصويتٍ عام.